# Jean MacIntosh Turfa

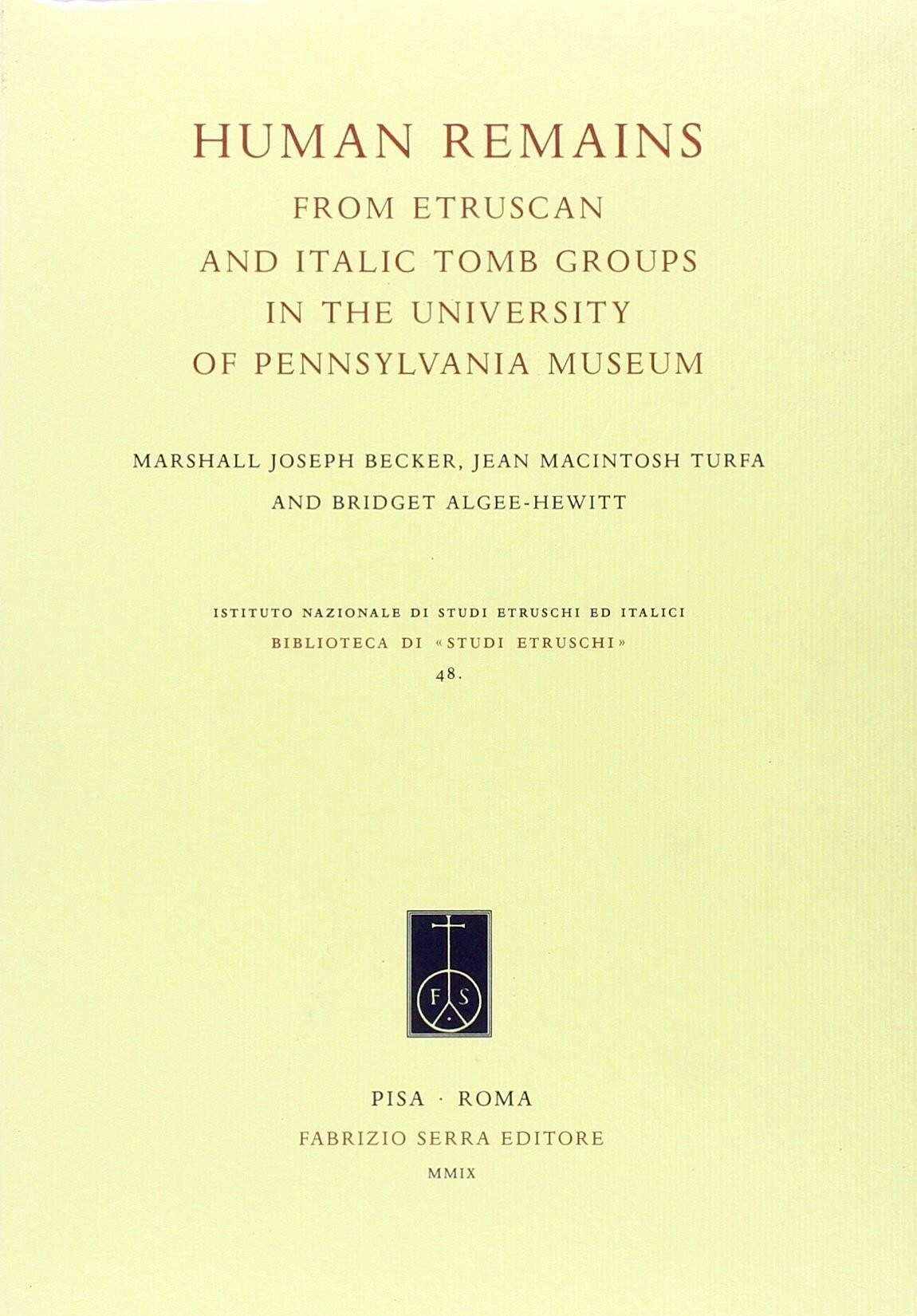
Human Remains from Etruscan and Italic Tomb Groups in the University of Pennsylvania Museum (2009)

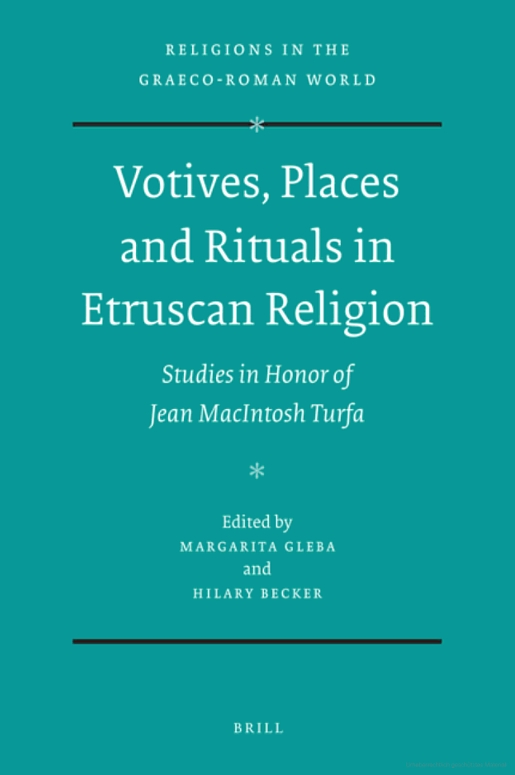
Margarita Gleba, Hilary Becker (Hrsg.): Votives, Places and Rituals in Etruscan Religion. Studies in Honor of Jean MacIntosh Turfa (2009)

Jean MacIntosh Turfa (* 1947 in Philadelphia) ist eine US-amerikanische Archäologin und Etruskologin.

## Leben und Werk
Jean MacIntosh Turfa wuchs in den Vororten von Philadelphia auf und schloss ihre Schullaufbahn an der High School in Abington ab. Sie absolvierte das Gwynedd-Mercy College im Gwynedd Valley im Montgomery County von Pennsylvania. 1974 promovierte sie am Bryn Mawr College in Klassischer Archäologie und Latein. Für ihre Dissertation über die etruskisch-punischen Beziehungen reiste sie zu Orten phönizischer und punischer Kolonien rund um das Mittelmeer und nahm an Ausgrabungen teil.
Nach ihrem längeren Aufenthalt in Italien und Griechenland als Doktorandin war MacIntosh Turfa in den Niederlanden und im Vereinigten Königreich ansässig, wo sie erneut an Ausgrabungen teilnahm. Sie war Honorarkuratorin am Manchester Museum, unterrichtete an der University of Liverpool und arbeitete an Sammlungen im Liverpool Museum und im British Museum.
Später kehrte MacIntosh Turfa in die Vereinigten Staaten zurück und wohnte im Großraum von Philadelphia. Sie lehrte am Bryn Mawr College, am Dickinson College in Carlisle, in Chicago an der University of Illinois und der Loyola University und in Philadelphia an der Drexel University, der Saint Joseph’s University und der University of Pennsylvania. 2003 war sie kuratorische Beraterin für die neu eingerichtete Kyle M. Phillips Etruscan Gallery des Museums für Archäologie und Anthropologie der Universität von Pennsylvania. 2005 wurde ihr ausführlicher Katalog der etruskischen Sammlung veröffentlicht. Aktuell ist sie für das Museum als wissenschaftliche Mitarbeiterin (Research Associate) tätig.
Die Interessen von MacIntosh Turfa sind sowohl breit gefächert als auch tiefgreifend. Im Rahmen ihrer wissenschaftlichen Arbeiten zur Interaktion der Etrusker mit ihren mediterranen Nachbarn hat sie sich mit Fragen der etruskischen Religion und rituellen Praxis befasst, um neue Untersuchungen zu grundlegenden Aspekten der etruskischen Zivilisation anzustoßen.
Daneben beschäftigt sie sich mit Themen, die bisher nur sehr wenig Beachtung gefunden haben und einen interdisziplinären Ansatz erfordern, der in der klassischen Archäologie ungewöhnlich ist. So hat ihre Zusammenarbeit mit fachfremden Experten wichtige Erkenntnisse im Bereich Dachkonstruktion, Schiffsbau und Zahnmedizin im etruskischen Siedlungsraum hervorgebracht. In ihren Arbeiten über anatomische Votivgaben und alte DNA-Untersuchungen hat sie sich mit Medizin und Molekularbiologe befasst.
Ein weiterer wichtiger Aspekt ihrer wissenschaftlichen Tätigkeit sind akademische Rezensionen, in denen sie regelmäßig eine Kontextualisierung der Publikationen mit ausführlichen Hintergrundinformationen bereitstellt. Sie war auch an verschiedenen Produktionen des History Channel und Discovery Channel beteiligt.
MacIntosh Turfa ist Mitglied im Archaeological Institute of America, in der Society for Classical Studies und in der US-amerikanischen Sektion des Istituto Nazionale di Studi Etruschi ed Italici.

## Veröffentlichungen (Auswahl)
- Etruscan-Punic relations. Dissertation Bryn Mawr College 1974 (Print on demand Kopie University Microfilms International UMI, Ann Arbor 1975).
- mit Donald White, Ann Blair Brownlee, Irene Bald Romano: Guide to the Etruscan and Roman Worlds at the University of Pennsylvania Museum of Archaeology and Anthropology. University of Pennsylvania Press, Philadelphia 2002, ISBN 978-1-931707-38-1.
- als Herausgeberin: Catalogue of the Etruscan gallery of the University of Pennsylvania Museum of Archaeology, Philadelphia. University of Pennsylvania Press, Philadelphia 2005, ISBN 978-1-931707-53-4.
- mit Marshall Joseph Becker, Bridget Algee-Hewitt: Human Remains from Etruscan and Italic Tomb Groups in the University of Pennsylvania Museum. Fabrizio Serra Editore, Pisa/Rom 2009, ISBN 978-88-6227-070-0.
- Divining the Etruscan World: The Brontoscopic Calendar and Religious Practice. Cambridge University Press, Cambridge 2012, ISBN 978-1-107-00907-3.
- als Herausgeberin: The Etruscan World. Rutledge, New York 2013, ISBN 978-0-415-67308-2.
- mit Stephanie Lynn Budin: Women in Antiquity: Real Women across the Ancient World. Rutledge, London/New York 2016, ISBN 978-1-317-21990-3.
- mit Georgina M. Muskett: Catalogue of Etruscan Objects in World Museum, Liverpool. Archaeopress Publishing Limited, Oxford 2017, ISBN 978-1-78491-638-1.
- mit Marshall J. Becker: The Etruscans and the History of Dentistry: The Golden Smile through the Ages. Rutledge, London/New York 2017, ISBN 978-1-317-19465-1.